# Jesinta Campbell
Pour les articles homonymes, voir Campbell.
 (mai 2015).
Si vous disposez d'ouvrages ou d'articles de référence ou si vous connaissez des sites web de qualité traitant du thème abordé ici, merci de compléter l'article en donnant les références utiles à sa vérifiabilité et en les liant à la section « Notes et références ».
Jesinta Campbell, née le 12 août 1991 à Gold Coast en Australie, est une mannequin, actrice, animatrice et personnalité de la télévision australienne.

## Biographie
Elle fait ses études au Collège Aquinas à Southport, en Australie.
En juin 2010, Jesinta remporte le titre de Miss Australie Univers 2010, puis participe au concours de Miss Univers 2010 et devient 2e dauphine.
En septembre 2010, elle candidate au talk show "The Morning Show", diffusé sur la chaîne australienne Seven Network.
En octobre 2011, Jesinta Campbell participe à l'émission de télé-réalité "The Apprentice Australia", sur Nine Network.

## Vie privée
Jesinta est fiancée à Lance Franklin (en), joueur de football australien de l'équipe des Sydney Swans.